# 신예원 (보컬리스트)
신예원은 대한민국의 보컬리스트이다.
이그베르투 지즈몬티와 함께 공연했다. 데뷔 음반 Yeahwon(2010)은 2011년 Best Musica Popular Brasileira Album 부문에서 라틴 그래미상 후보에 올랐다. 두 번째 음반 Lua Ya는 2013년 8월 ECM 레코드에 의해 발매되었으며 피아니스트 아론 팍스와 아코디언 연주자 롭 커토와 함께한다.

## 음반
- Yeahwon (ArtistShare, 2010)
- Lua ya (ECM, 2013) – 2012년 녹음